# Џеки Чен
Џеки Чен (енгл. Jackie Chan; Хонгконг, 7. април 1954) кинески је мајстор борилачких вештина, глумац, продуцент, поп певач и сценариста.
Чен је такође и поп певач који је снимио 20-ак албума од 1984. године. Пева на различитим језицима — енглески, мандарински и јапански. Има звезду на Хонгконшкој авенији звезда и Холивудској стази славних.
Ченови ставови о политици Хонгконга постепено су се померили са продемократског става 1990-их на пропекиншки став од 2010-их. Од 2013. је прокинески политичар, након што је у два мандата био делегат Кинеске народне политичке консултативне конференције, кинеског политичког саветодавног тела а 2021. је изразио жељу да се придружи Комунистичкој партији Кине.
Џеки Чен је добар део свог живота посветио добротворним циљевима. Тако је од 2004. године и „добровољни амбасадор УНИЦЕФ-а“. Исте је године успео у Хонгконг донети изложбу United Buddy Bears, која је у међувремену постала позната у целом свету. На овом догађају је било скупљено 400.000 евра у корист УНИЦЕФ-а и још две организације за помоћ деци.
Паркур покрет је такође инспирисан Ченовим опусом. Воштана фигура Џекија Чена откривена је у музеју Мадам Тисо у Њујорку 2020.

## Биографија
Чен је рођен 7. априла 1954. у британском Хонг Конгу, под именом Чен Конг-Санг  у породици Чарлса и Ли-Ли Чен, политичких избеглица, који су се преселили због последица Кинеског грађанског рата. Отприлике 1937. године, Ченов отац Фанг Даолонг накратко је радио као тајни агент за генерал-потпуковника Даи Лија, главног шпијуна у Кини. Због страха да ће га комунистичка влада ухапсити, Ченов отац је побегао у британски Хонг Конг 1940-их и променио презиме из Фанг у Чен. Чен је било презиме његове жене Чен Ли-Ли. Чен је открио идентитет свог оца и променио је кинеско име у Фанг Шилонг (房仕龍) у касним 1990-им, име би му било названо према родословној књизи његовог сродника. Ченова породица потиче из налазе се у Вухуа, Анхуеј.
Чен је неколико формативних година провео у резиденцији француског конзула, у британском Хонг Конгу, док је његов отац тамо радио као кувар. Похађао је основну школу Нах-Хва на острву Хонг Конг, где је пао прву годину, након чега су га родитељи исписали из пкоке. Током 1960, његов отац је емигрирао у Канберу, Аустралију, да би радио као главни кувар у америчкој амбасади, а Чен је послат на Кинеску драмску академију, Пекиншку оперску школу коју води мајстор Ју Џим-јуен. Чен је ригорозно тренирао следећу деценију и истицао се вештином у борилачким вештинама и акробацијама. На крају је постао део Седам малих богатстава, групе за извођење коју су чинили најбољи ученици школе, стекавши уметничко име Јуен Ло (元樓) у знак поштовања према свом ментору. Чен је постао близак пријатељ са колегама члановима групе Самом Хунгом и Јуен Биаом, а њих тројица су касније постали познати као Три брата или Три змаја. Након што је ушао у филмску индустрију, Чен је заједно са Семом Хунгом добио прилику да тренира хапкидо код великог мајстора Јин Пал Кима, а Чен је на крају стекао црни појас. Као борилачки уметник, Чен је такође био вешт у више облика кунг-фуа. Такође је познато да је тренирао друге борилачке вештине као што су карате, џудо, теквондо и џит кундо.
Чен се придружио родитељима у Канбери у Аустралији 1971. године, где је накратко похађао Диксон колеџ и радио као грађевински радник. Грађевинац по имену Џек узео је Чена под своје окриље, чиме је Чен добио надимак „Мали Џек“, што је касније скраћено у „Џеки“ и остало његов надимак.

## Филмска каријера

### 1962–1975: Прва појављивања
Своју филмску каријеру започео је малим улогама, када је имао пет година. Са осам година, појавио се са неким од својих колега "Мала срећа" у филму Big and Little Wong Tin Bar. 1962.. са Ли Ли-Хуом који је играо његову мајку. Следеће године, појавио се у додацима у филмовима Јен Чуна из 1964. Liang Shan Po and Chu Ying Tai и остварио је малу улогу у филму краља Хуа из 1966. Come Drink with Me. Током 1971, након што је био ангажован као статиста у другом кунг-фу филму, Додир зена, Чен је потписао уговор са Чу Муовом компанијом Great Earth Film Company.
Чен се појавио у филму Бруса Лија Fist of Fury. 1972.. и као статиста и као каскадер за лик антагонисте у филму (које је тумачио Рики Хашимото ). Чен се поново појавио у другом филму Бруса Лија, У змајевом гнезду (1973), у улози малолетног послушника. Само Хунг је помогао Чену да добије мање улоге у оба филма Брус Лија. Чен је такође радио као кореограф борилачких вештина у филму The Young Dragons. 1974.. Џона Вуа.

### 1976–1980: Прве главне улоге
Године 1976. Џеки Чен је примио телеграм од Вилија Чена, филмског продуцента из хонгконшке филмске индустрије који је био импресиониран Ченовим радом на каскадерској кореографији. Вили Чен му је понудио глумачку улогу у филму који је режирао Ло Веј. Ло је видео Ченов наступ у филму Џона Вуа Hand of Death. 1976.. и планирао је да његов ангажман испланира га по узору на улогу  Бруса Лија у филму New Fist of Fury. Његово уметничко име је промењено у 成龍 (буквално „постати змај“) да би се нагласила његова сличност са Брусом Лијем, чије је уметничко име значило „Ли мали змај “ на кинеском. (Имајте на уму да се „змај“ у Лијевом имену односи на годину рођења, која је била година змаја по кинеском зодијаку). Филм је био неуспешан јер Чен није био навикнут на Лијев стил борилачких вештина. Упркос неуспеху филма, Ло Веј је наставио да продуцира филмове са сличним темама, али са нешто више успеха на благајнама.
Ченов први велики напредак био је филм Snake in the Eagle's Shadow из 1978. године, снимљен док је био ангажован од стране Seasonal Film Corporation  под уговором о две слике.  Режисер Јуен Ву-Пинг дозволио је Чену потпуну слободу у каскадерском раду. Филм је успоставио комични кунг фу жанр и показао се освежавајућим за публику у Хонг Конгу. Исте године, Чен је затим глумио у Drunken Master, што га је коначно довело до мејнстрим успеха.
Потом је био режисер и координатор каскада на филмовима Half a Loaf of Kung Fu и Spiritual Kung Fu. Чен је у овом периоду режирао свој први филм у филму Тhe Fearless Hyena. Када је Вили Чен напустио компанију, саветовао је Џекија да сам одлучи да ли ће остати са Ло Вејем или не. Током снимања филма Fearless Hyena Part II, Чен је раскинуо уговор и придружио се продуцентској кући Golden Harvest, што је навело Лоа да уцењује Чена интервенцијом тријада. Спор је решен уз помоћ колеге глумца и редитеља Џимија Ванг Јуа, дозвољавајући Чену да ради са Golden Harvest.

### 1980–1987: Комерцијални успех у жанру акционе комедије
Вили Чен је постао Џекијев лични менаџер и добар пријатељ, што је био преко 30 година. Био је кљуЧен у развијању Ченове међународне каријере, почевши од његових првих продора у америчку филмску индустрију 1980-их. Његов први холивудски филм био је The Big Brawl 1980. Чен је потом играо мању улогу у филму The Cannonball Run 1981. године, који је зарадио преко 100 милиона долара широм света. Упркос томе што га је северноамеричка публика углавном игнорисала дававши пажњу афирмисаним америчким глумцима као што су Берт Рејнолдс, Чен је био импресиониран изводима приказаним на одјавним шпицама и касније их је стално укључивао у филмове које је радио.
Након комерцијалног неуспеха филма The Protector 1985. године, Чен је привремено одустао од покушаја да се пробије на америчко тржиште, и ставио је у фокус кинематографију Хонг Конга.
По повратку у Хонг Конг, Ченови филмови су почели да допиру до веће публике у источној Азији, са раним успесима на уносном јапанском тржишту укључујући филмове: Drunken Master, The Young Master. 1980.. и Dragon Lord. 1982..  The Young Master  је оборио све раније рекорде на благајнама које је поставио Брус Ли и Џек Чен је постао главна звезда хонгконшког биоскопа. Са Господаром змајева, почео је да експериментише са сложеним секвенцама каскадерских радњи, укључујући последњу сцену борбе у којој изводи различите вратоломије, укључујући и ону у којој се скаче из поткровља.
Чен је продуцирао бројне акционе комедије са својим школским пријатељима Самом Хунгом и Јуен Бјао. Њих тројица су први пут заједно глумили 1983. у Пројекту А , који је увео опасан стил борилачких вештина, који му је донео награду за најбољи осмиљену акционе сцене на трећој годишњој додели филмских награда у Хонг Конгу. Током наредне две године, „Три брата“ су се појавила у Wheels on Meals и оригиналној трилогији Lucky Stars. Чен је 1985. снимио први филм Police Story, криминалистичко-акциони филм у којем је Чен изводио бројне опасне вратоломије. Филм је освојио награду за најбољи филм на додели филмских награда у Хонг Конгу 1986 . Године 1986, Чен је играо лик налик Индијани Џоунсу, у филму Божји оклоп. Филм је до тог тренутка био Ченов највећи успех на домаћим благајнама, и донео је преко 35 ХК$ милиона зараде.

### 1988–1998: Успешни филмски наставци и продор у Холивуду
Касних 1980-их и раних 1990-их, Чен је глумио у бројним успешним филмским наставцима. Још један наставак, Police Story 4: First Strike, донео је више награда и забележио је успех на домаћим благајнама али није тако добро прошао на страним тржиштима.
До средине 1990-их био је најпопуларнија звезда акционих филмова у Азији и Европи. До јануара 1995. његови филмови су зарадили преко 70 милиона долара у Хонг Конгу и 415 милиона долара у Јапану, са више од 33 милиона продатих улазница у Француској, Њемачкој, Италији и Шпанији. Поред међународног успеха, није био баш успешан у Северној Америци. Упркос томе, средином 1990-их постојала је велико потражња за Џеки Ченовим филмовима путем VOD (Video on demand) у Северној Америци.
Чен је поново покушавао да оствари продор у Холивуду 1990-их, али је одбио ране понуде да игра негативце у холивудским филмовима како би избегао да буде стереотипски кастован за будуће улоге. На пример, Силвестер Сталоне му је понудио улогу Сајмона Феникса, криминалца у футуристичком филму Разбијач. Чен је одбио и улогу је добио Весли Снајпс.
Чен је коначно успео да успостави упориште на северноамеричком тржишту 1995. године са светским издањем филма Rumble in the Bronx, достигавши виралан успех у САД, што је била реткост за филмске звезде из Хонг Конга. Ченов први велики блокбастер успех била је улогу у филму Гас до даске, у којем је глумио са Крисом Такером. Гас до даске је зарадио 130 милиона долара само у САД. Због улоге у овом филму је постао холивуска звезда, након чега је написао своју аутобиографију у сарадњи са Џефом Јангом под називом Ја сам Џеки Чен.

### 1999–2007: Слава у Холивуду и драматизација
Године 1998. Чен је урадио последњи филм за продуцентску кућу Golden Harvest, под насловом Who Am I?. Потом је продуцирао и глумио заједно са Шу Ки-јем у Gorgeous, романтичној комедији која се фокусирала на међуљудске дносе и садржала само неколико секвенци борилачких вештина. Иако је Чен напустио Golden Harvest 1999. године, компанија је наставила да продуцира и дистрибуира два његова филма, Gorgeous. 1999.. и The Accidental Spy. 2001.. Чен је затим учествовао у стварању игре за PlayStation 2000. под називом Jackie Chan Stuntmaster, у игри је позајмио глас и изводио је снимање покрета.  Свој холивудски успех наставио је 2000. када се удружио са Овеном Вилсоном у вестерн акционој комедији Шангајско подне. Други део, Шангајски витезови је уследио 2003. године и такође је приказао његову прву сцену борбе са Дони Јеном. Поново је глумио са Крисом Такером у филму Гас до даске 2 (2001), који је био успешнији од првог дела и филм је зарадио 346 милиона долара широм света. Чен је експериментисао са употребом специјалних ефеката и сценама борбе током два наредна пројекта реализована у Холивуду: The Tuxedo. 2002.. и The Medallion (2003). Одва два филма нису остварила велики успех. Чен се 2004. удружио се са Стивом Куганом у филму Пут око света за 80 дана, у основним цртама заснованом истоименом роману Жила Верна. Историчар филма Ендрју Вилис је 2004. изнео став да је Чен „можда“ „најпризнатија звезда на свету“.
Упркос успеху филмова Гас до даске и Шангајско подне, Чен је постао фрустриран Холивудом због ограниченог спектра улога које је добијао и недостатка контроле над процесом снимања филмова. Као реакцију на престанак рада компаније Golden Harvest 2003. године, Чен је покренуо сопствену филмску продукцијску компанију ЈCE Movies Limited (Jackie Chan Emperor Movies Limited) у сарадњи са Emperor Multimedia Group (EMG). Његови филмови су од тада садржали све већи број драмских сцена, док су и даље били комерцијално успешни, као на пример: New Police Story. 2004.. The Myth. 2005.. и хит филм Rob-B-Hood. 2006.. 
Ченово следећи филм био је Гас до даске 3  у августу 2007. Зарадио је 255 милиона долара. Међутим, у Хонг Конгу је филм зарадио само 3,5 милион ХК$ током првог викенда приказивања.

### 2008 – данас: Нови експерименти и промена у глумачком стилу
Џеки Чен је на филму Забрањено краљевство (2008) први пут сарађивао са кинеским глумцем Џетом Лијем. Филм је имао велику употребу ефеката и жица.
Чен је позајмио глас Мајмуну у Кунг-фу Панди (објављен у јуну 2008.). Поред тога, помогао је Ентонију Сету на филм Wushu као саветодавац.

## Политички погледи и контроверзе
Кинеска влада је 2009. године именовала Чана за „амбасадора против дроге“. Активно је учествовао у кампањама против упоребе наркотика и подржавао је став и изјаву председника Ху Ђинтаоа да треба искоренити илегалне дроге, а њихове кориснике треба строго кажњавати. Године 2014., када је његов рођени син Џејси ухапшен због употребе канабиса, рекао је да је био „бесан“, „шокиран“, „сломљеног срца“ и „да се стиди“ свог сина. Такође је приметио: „Надам се да ће сви млади људи научити лекцију од Џејсија и да ће остати далеко од штете од дроге. Кажем Џејсију да мораш прихватити последице када урадиш нешто лоше“.
Осамнаестог априла 2009, током панел дискусије на годишњем форуму Боао за Азију, Чен је поставио питање да ли је велика слобода добра или не. Примећујући јаке тензије у Хонг Конгу и Тајвану, он је рекао: „Постепено почињем да осећам да ми Кинези треба да будемо контролисани. Ако нисмо под контролом, само ћемо радити оно што желимо“. Ченови коментари изазвали су љутите одговоре неколико истакнутих личности на Тајвану и у Хонг Конгу. Портпарол је касније рекао да је Чен мислио на слободу у филмској индустрији, а не у кинеском друштву у целини.
У децембру 2012, Чан је изазвао огорчење када је критиковао Хонг Конг као „град протеста“, сугеришући да права демонстраната у Хонг Конгу треба да буду ограничена. Истог месеца, у интервјуу за Пхоеник ТВ, Чен је изјавио да су Сједињене Америчке Државе „најкорумпиранија“ земља на свету, што је разбеснело делове онлајн заједнице. Други чланци су Ченове коментаре ставили у контекст његове каријере и живота у САД.
Од 2013. до 2023. године, Чан је два пута био члан Кинеске политичке консултативне конференције.
У априлу 2016, Чен је споменут у Панамским документима. Иако Чен није оптужен да се бави незаконитим активностима сам по себи, наведено је да има до шест различитих офшор рачуна.
Током 2019. је критиковао протесте против закона о екстрадицији у Хонг Конгу, рекавши да се црвена застава са пет звездица поштује свуда широм света.

## Дискографија

### Албуми
| Година | Назив | Издавач |
| ------ | ----- | ------- |
| 1984.  |       |         |
| 1984.  |       |         |
| 1985.  |       |         |
| 1986.  |       |         |
| 1986.  |       |         |
| 1987.  |       |         |
| 1988.  |       |         |
| 1992.  |       |         |
| 1996.  |       |         |
| 2002.  |       |         |

### Компилације албума
- , (1988)
- , (1988)
- , (1989)
- , (1989)
- , (1990)
- , (1995)
- , (1999)
- , (2000)
- , (2005)

### Званичне песме за филмове
- , (1992)
- , (1994)
- , (1995)
- , (1997)
- , (1998)
- , (1998)
- , (1998)
- , (1999)
- , (2001)
- , (2005)
- , (2006)

## Филмографија
| Улоге Џеки Чен |                                  |               |                   |                                                        |
| Година         | Српски назив                     | Изворни назив | Улога             | Напомена                                               |
| 2023.          | Нинџа корњаче: Хаос              |               | Сплинтер          | (глас)                                                 |
| 2019.          | Тајна змајевог печата            |               | учитељ Ет Ал      |                                                        |
| 2017.          | Странац                          |               | Куан              |                                                        |
| 2017.          | Лего Нинџаго филм                |               | Сенсеј Ву         | (глас)                                                 |
| 2016.          | Кунг фу панда 3                  |               | Мајмун            | (глас)                                                 |
| 2012.          | Кинески зодијак 12               |               | Џеки              |                                                        |
| 2011.          | Кунг фу панда 2                  |               | Мајмун            | (глас)                                                 |
| 2010.          |                                  |               |                   |                                                        |
| 2010.          | Мали велики војник               |               |                   |                                                        |
| 2010.          | Шпијун из комшилука              |               | Боб               |                                                        |
| 2008.          | Инцидент у Шинјуку               |               |                   |                                                        |
| 2008.          | Кунг фу панда                    |               | Мајмун            | (глас)                                                 |
| 2007.          | Гас до даске 3                   |               | инспектор Ли      |                                                        |
| 2006.          | Принудна дадиља                  |               | Sliper            |                                                        |
| 2005.          | Мит                              | The Myth      |                   |                                                        |
| 2004.          | Нова полицијска прича            |               |                   |                                                        |
| 2004.          | Ефекат близанаца 2               |               |                   |                                                        |
| 2004.          | Пут око света за 80 дана         |               | Paspartu/Lao Sing | Снимљен по роману Пут око света за осамдесет дана      |
| 2003.          | Медаљон                          |               |                   |                                                        |
| 2003.          | Ефекат близанаца                 |               |                   |                                                        |
| 2003.          | Шангајски витезови               |               | Чон Ванг          |                                                        |
| 2002.          | Смокинг                          |               | Џими Тонг         |                                                        |
| 2001.          | Гас до даске 2                   |               | инспектор Ли      |                                                        |
| 2001.          | Случајни шпијун                  |               |                   |                                                        |
| 2000.          | Шангајско подне                  |               | Чон Ванг          |                                                        |
| 1999.          | Краљ комедије                    |               |                   |                                                        |
| 1999.          | Високи ризик                     |               |                   |                                                        |
| 1998.          | Ко сам ја?                       |               |                   |                                                        |
| 1998.          | Гас до даске                     |               | инспектор Ли      |                                                        |
| 1998.          | Господин добрица                 |               |                   |                                                        |
| 1996.          | Полицијска прича 4-Први напад    |               |                   |                                                        |
| 1996.          |                                  |               |                   |                                                        |
| 1995.          | Као гром из ведра неба           |               |                   | (а. к. а Dead Heat)                                    |
| 1995.          | Гужва у Бронксу                  |               |                   |                                                        |
| 1994.          |                                  |               |                   | (а. к. а The Legend of Drunken Master, 2000)           |
| 1993.          |                                  |               |                   | , а. к. а Police Story V                               |
| 1993.          |                                  |               |                   | , а. к. а Police Story IV and The New Police Story     |
| 1993.          |                                  |               |                   |                                                        |
| 1992.          | Полицијска прича 3               |               |                   | а. к. а Super Cop                                      |
| 1991.          |                                  |               |                   |                                                        |
| 1991.          | Острво ватре                     |               |                   | (а. к. а The Burning Island)                           |
| 1991.          |                                  |               |                   | (а. к. а Brother vs. Brother and When Dragons Collide) |
| 1990.          | Божији оклоп 2: Операција Кондор |               | Џеки              |                                                        |
| 1989.          |                                  |               |                   | (а. к. а The Canton Godfather' and 'Black Dragon')     |
| 1988.          | Змајеви заувек                   |               |                   |                                                        |
| 1988.          | Полицијска прича 2               |               |                   |                                                        |
| 1987.          | Пројекат А други део             |               |                   | , а. к. а Project B                                    |
| 1986.          |                                  |               |                   | (а. к. а Naughty Boys)                                 |
| 1986.          | Божији оклоп                     |               | Џеки              |                                                        |
| 1985.          | Полицијска прича                 |               |                   |                                                        |
| 1985.          |                                  |               |                   |                                                        |
| 1985.          | Нинџа и лопов                    |               |                   | (а. к. а Ninja Thunderbolt)                            |
| 1985.          | Заштитник                        |               |                   |                                                        |
| 1985.          |                                  |               |                   |                                                        |
| 1985.          |                                  |               |                   |                                                        |
| 1984.          |                                  |               |                   |                                                        |
| 1984.          |                                  |               |                   |                                                        |
| 1984.          |                                  |               |                   | (а. к. а Motorcycle Cop 2)                             |
| 1984.          |                                  |               |                   |                                                        |
| 1983.          |                                  |               |                   |                                                        |
| 1983.          |                                  |               |                   |                                                        |
| 1983.          |                                  |               |                   | (а. к. а Five Lucky Stars)                             |
| 1983.          | Пројекат А                       |               |                   |                                                        |
| 1982.          |                                  |               |                   |                                                        |
| 1982.          |                                  |               |                   |                                                        |
| 1982.          |                                  |               |                   |                                                        |
| 1981.          |                                  |               |                   |                                                        |
| 1980.          |                                  |               |                   |                                                        |
| 1980.          |                                  |               |                   |                                                        |
| 1979.          | Змајева песница                  |               |                   |                                                        |
| 1979.          |                                  |               |                   |                                                        |
| 1978.          |                                  |               |                   |                                                        |
| 1978.          | Змија у орловој сенци            |               |                   |                                                        |
| 1978.          |                                  |               |                   | (а. к. а Karate Ghostbuster)                           |
| 1978.          |                                  |               |                   |                                                        |
| 1978.          |                                  |               |                   |                                                        |
| 1978.          |                                  |               |                   |                                                        |
| 1977.          |                                  |               |                   |                                                        |
| 1977.          |                                  |               |                   |                                                        |
| 1976.          |                                  |               |                   |                                                        |
| 1976.          |                                  |               |                   |                                                        |
| 1976.          |                                  |               |                   |                                                        |
| 1976.          |                                  |               |                   |                                                        |
| 1976.          |                                  |               |                   |                                                        |
| 1975.          |                                  |               |                   |                                                        |
| 1975.          |                                  |               |                   |                                                        |
| 1974.          |                                  |               |                   |                                                        |
| 1974.          |                                  |               |                   |                                                        |
| 1974.          |                                  |               |                   |                                                        |
| 1974.          |                                  |               |                   |                                                        |
| 1973.          |                                  |               |                   |                                                        |
| 1973.          |                                  |               |                   |                                                        |
| 1973.          | У змајевом гнезду                |               |                   |                                                        |
| 1973.          |                                  |               |                   |                                                        |
| 1972.          |                                  |               |                   |                                                        |
| 1972.          |                                  |               |                   |                                                        |
| 1972.          |                                  |               |                   |                                                        |
| 1971.          |                                  |               |                   |                                                        |
| 1966.          |                                  |               |                   |                                                        |
| 1964.          |                                  |               |                   |                                                        |
| 1962.          |                                  |               |                   |                                                        |